# Inimitables!
 Inimitables!  es el séptimo LP larga duración del conjunto de música tropical Los Wawancó, publicado en Argentina en 1965 por las Industrias Eléctricas y Musicales Odeón S.A.I.C (I.E.M.O), sello subsidiario de la compañía discográfica británica EMI, con el número de catálogo LDF 4302 en el subsello Odeón “pops”.

## Lista de temas:[2]
Faz A:
1. Que Felicidad
2. El Pirata
3. Luna de Santa Marta
4. El Agua se la Llevó
5. Alma, Vida y Corazón
6. Ya es de Mañana
7. El Jardinero

Faz B:
1. La Gallina
2. Exagerado José
3. El Nativo
4. La Bruja Loca
5. Terminó la Cumbiamba
6. Póngala el Lacre
7. Baila Mi Negra